# Огърличен чухал
Огърличен чухал (Otus bakkamoena) е вид птица от семейство Совови (Strigidae).

## Разпространение
Видът е разпространен в Индия, Непал, Пакистан и Шри Ланка.